# Liste de codes CIM-9
Voici une liste de codes de la Classification internationale des maladies. Ces codes sont dans le domaine public.   
Cette liste n'est pas exhaustive. 

## 1. Maladiesinfectieusesetparasitaires(001-139)

### Maladies infectieuses intestinales (001-009)
- (001) Choléra
- (002) Fièvres typhoïdes et paratyphoïdes
- (003) Autres salmonelloses

### Autres maladies bactériennes (030-041)
- (030) Lèpre
- (032) Diphtérie
- (037) Tétanos
- (038) Septicémie

### poliomyéliteet autres infections virales du SNC autres que celles dues à des arbovirus (045-049)
- (045) poliomyélite aiguë

### Maladies virales accompagnées d'exanthème(050-057)
- (050) Variole
- (051) Cowpox and paravaccinia
- (052) Chickenpox
- (052.9) Chickenpox, NOS (en)
- (053) Herpes zoster
- (053.9) Herpes zoster, NOS (en)
- (054) Herpes simplex
- (054.11) Herpetic vulvovaginitis
- (054.13) Herpetic infection, pénis
- (054.2) Herpetic gingivostomatitis
- (054.9) Herpetic disease, uncomplicated
- (055) Rougeole
- (055.9) Rougeole, uncomplicated
- (056) Rubéole
- (056.9) Rubéole, uncomplicated
- (057) Other viral exanthemata
- (057.0) 5° maladie
- (057.9) Exanthème, viral, unspec.

### Maladies virales dues à des arbovirus (060-066)
- (060) Fièvre jaune
- (061) Dengue

### Autres maladies dues à desvirusou à deschlamydiae(070-079)
- (070) Hépatite virale

### rickettsioseset autres maladies transmises par des arthropodes (080-088)
- (084) Paludisme
  - (084.0) Paludisme avec fièvre tierce maligne (Plasmodium falciparum)
  - (084.1) Paludisme avec fièvre tierce bénigne (Plasmodium vivax)
  - (084.2) Paludisme avec fièvre quarte (Plasmodium malariae)
  - (084.3) Paludisme avec fièvre tierce ou continue bénigne (Plasmodium ovale)
  - (084.4) Autre paludisme
  - (084.5) Paludisme mixte (infection par deux, ou plus, espèces de Plasmodium)
  - (084.6) Paludisme sans précision
  - (084.7) Paludisme induit
  - (084.8) Paludisme avec complication due à Plasmodium falciparum (Blackwater fever)
  - (084.9) Autres complications dues au paludisme

### syphiliset autresMST(090-099)
- (090) syphilis congénitale

### Autres maladies dues à desspirochètes(100-104)
- (100) Leptospirose
- (101) angine de Vincent

### mycoses(110-118)
- (110) Dermatophytose

### helminthiases(120-129)
- (120) bilharziose

### Autres maladies infectieuses et parasitaires (130-136)
- (130) Toxoplasmose

## 2. Néoplasmes (140-239)

### Néoplasme malin de la lèvre, de la cavité oraleet du pharynx (140-149)
- (140) Lèvre
  - (140.0) Lèvre supérieure, SAI
  - (140.1) Lèvre inférieure, SAI
  - (140.3) Lèvre supérieure, face postérieure
  - (140.4) Lèvre inférieure, face postérieure
  - (140.5) Lèvre sans précision, face postérieure
  - (140.6) Commissure des lèvres
  - (140.8) Lèvre, autre
  - (140.9) Lèvre, SAI

- (141) Langue
  - (141.0) Base de la langue
  - (141.1) Face supérieure de la langue
  - (141.2) Bord et pointe de la langue
  - (141.3) Face inférieure de la langue
  - (141.4) Partie mobile de la langue, SAI
  - (141.5) Zone de jonction
  - (141.6) Amygdale linguale
  - (141.8) Langue, autre
  - (141.9) Langue, SAI

- (142) Glandes salivaires
  - (142.0) Glande parotide
  - (142.1) Glande sous-maxillaire
  - (142.2) Glande sublinguale
  - (142.8) Glandes salivaires, autres
  - (148.9) Glandes salivaires, SAI

- (143) Gencives
  - (143.0) Gencive supérieure
  - (143.1) Gencive inférieure
  - (143.8) Gencive, autre
  - (143.9) Gencive, SAI

- (144) Plancher de la bouche
  - (144.0) Bouche, plancher antérieur
  - (144.1) Bouche, plancher latéral
  - (144.8) Bouche, plancher autre
  - (144.9) Bouche, plancher SAI

- (145) Bouche, autre partie et SAI
  - (145.0) Face interne des joues
  - (145.1) Vestibule de la bouche
  - (145.2) Bouche, palais osseux
  - (145.3) Bouche, palais mou
  - (145.4) Bouche, luette
  - (145.5) Bouche, palais SAI
  - (145.6) Bouche, région rétromolaire
  - (145.8) Bouche, autre
  - (145.9) Cavité buccale, SAI

- (146) Oropharynx
  - (146.0) Amygdale
  - (146.1) Oropharynx, fosse amygdalienne
  - (146.2) Oropharynx, pilier
  - (146.3) Oropharynx, sillon glosso-épiglottique
  - (146.4) Oropharynx, face linguale de l'épiglotte
  - (146.5) Oropharynx, carrefour pharyngo-larynge
  - (146.6) Paroi latérale de l'oropharynx
  - (146.7) Paroi postérieure de l'oropharynx
  - (146.8) Oropharynx, autre
  - (146.9) Oropharynx, SAI

- (147) Rhinopharynx
- (148) Hypopharynx
  - (148.0) Région rétro-cricoïdienne
  - (148.1) Sinus pyriforme
  - (148.2) Repli ary-épiglottique, versant hypopharyngé
  - (148.3) Paroi postérieure du pharunx
  - (148.8) Hypopharynx, autre
  - (148.9) Hypopharynx, SAI

- (149) Lèvre, cavité orale et pharynx, autre siège et mal définis
  - (149.0) Pharynx, SAI
  - (149.1) Anneau de Waldeyer
  - (149.8) Lèvre, cavité orale et pharynx, autre
  - (149.9) Lèvre, cavité orale et pharynx, mal définis

### Néoplasme malin des organes digestifs et du péritoine (150-159)
- (150) Œsophage
- (151) Estomac
- (152) Intestin grèle
- (153) Côlon
- (154) Rectum, jonction recto-sigmoïdienne et anus
- (155) Foie et voies biliaires intra-hépatiques
- (156) Vésicule biliaire et voies biliaires extra-hépatiques
- (157) Pancréas
- (158) Péritoine et tissu sous-péritonéal
- (159) Organes digestifs autres ou SAI

### Néoplasme malin des organes respiratoires et intra-thoraciques (160-165)
- (160) Fosses nasales, oreille moyenne et sinus annexes
  - (160.0) Fosses nasales
  - (160.1) Trompe d'Eustache et oreille moyenne
  - (160.2) Sinus maxillaire
  - (160.3) Sinus ethmoïdal
  - (160.4) Sinus frontal
  - (160.5) Sinus sphénoïdal
  - (160.8) Sinus, autre
  - (160.9) Sinus, SAI

- (161) Larynx
  - (161.0) Larynx, glotte
  - (161.1) Larynx, étage sus-glottique
  - (161.2) Larynx, étage sous-glottique
  - (161.3) Cartilages laryngés
  - (161.8) Larynx, autre
  - (161.9) Larynx, SAI

- (162) Trachée, bronches et poumon
- (163) Plèvre
- (164) Thymus, cœur et médiastin
- (165) Appareil respiratoire, organes autres ou SAI

### Néoplasme malin des os, des tissus conjonctifs, de la peau et du sein (170-176)
- (170) Os et cartilages articulaires
- (171) Tissu conjonctif et tissus mous
- (172) Mélanome malin de la peau
- (173) Peau
- (174) Sein féminin
- (175) Sein masculin

### Néoplasme malin des organes génito-urinaires (179-189)
- (179) Utérus, partie non précisée
- (180) Col de l'utérus
- (181) Placenta
- (182) Corps de l'utérus
- (183) Ovaire et autres annexes de l'utérus
- (184) Organes génitaux féminins autres et SAI
- (185) Prostate
- (186) Testicules
- (187) Verge et autres organes génitaux masculins
- (188) Vessie
- (189) Rein et organes urinaires autres et SAI

### Néoplasme malin d'autres localisations ou de localisation non précisée (190-199)
- (190) Œil
- (191) Encéphale
- (192) Système nerveux, partie autre ou SAI
- (193) Thyroïde
- (194) Autres glandes endocrines
- (195) Siège mal défini
- (196) Ganglions lymphatiques, secondaires ou SAI
- (197) Tumeur maligne secondaire, appareil respiratoire et digestif
- (198) Autres tumeurs malignes secondaires
- (199) Tumeur maligne de siège non précisé

### Tumeur maligne des tissus lymphoïdes et hématopoïétiques (200-209)
- (200) Lymphosarcome et réticulosarcome
- (201) Maladie de Hodgkin
- (202) Autres tumeurs des tissus lymphatiques
- (203) Myélomes multiples et tumeurs immunoprolifératives
- (204) Leucémie lymphoïde
- (205) Leucémie myéloïde
- (206) Leucémie monocytaire
- (207) Autres leucémies précisées
- (208) Leucémies à cellules non précisées

### Néoplasme de nature non spécifiée (239-239)
- (239) Néoplasme de nature non spécifiée

## 3. Maladies endocrines, nutritionnelles et métaboliques, et troubles immunitaires (240-279)

### Maladies des autres glandes endocrines (250-259)
- (250) Diabète sucré
- (251) Autres troubles de la sécrétion endocrine du pancréas
  - (251.2) Hypoglycémie non diabétique, non spécifiée
- (252) Troubles de la glande parathyroïde
- (253) Troubles de l'hypophyse et de son contrôle hypothalamique
  - (253.3) Déficience en homone de croissance
  - (253.5) Diabète insipide
- (254) Troubles du thymus
- (255) Troubles de la glande surrénale
  - (255.0) syndrome de Cushing
- (256) dysfonctionnement de l'ovaire
- (257) dysfonctionnement testiculaire
- (258) dysfonctionnement polyglandulaire et troubles apparentés
- (259) Autres troubles endocriniens

### déficits de nutrition (260-269)
- (260) Kwashiorkor

### Autres troubles métaboliques et immunitaires (270-279)
- (270) Troubles du transport et du métabolisme des acides aminés
  - (270.1) Phénylcétonurie (PKU)
- (271) Troubles du transport et du métabolisme des hydrates de carbone
- (272) Troubles du métabolisme des lipides
  - (272.0) Hypercholestérolémie
  - (272.1) Hypertriglycéridémie
  - (272.2) Hyperlipidémie mixte
- (273) Troubles du métabolisme des protéines plasmattiques
- (274) Goutte
- (275) Troubles du métabolisme des minéraux
  - (275.0) Hémochromatose
  - (275.41) Hypocalcémie
  - (275.42) Hypercalcémie
  - (275.49) Pseudohypoparathyroidïe
- (276) Troubles des liquides corporels, des électrolytes, et de l'équilibrre acide-base
- (276.0) Hypernatrémie
- (276.1) Hyponatrémie
- (276.2) Acidose
- (276.3) Alcalose
- (276.5) Déshydratation
- (276.7) Hyperkaliémie
- (276.8) Hypokaliémie
- (277) Autres troubles et troubles non précisés du métabolisme
  - (277.0) Mucoviscidose
  - (277.1) Porphyries
  - (277.3) Amyloïdose
  - (277.4) Hyperbilirubinémie
- (278) Obésité et autres hyperalimentations
  - (278.0) Obésité
  - (278.01) Obésité morbide
- (279) Troubles impliquant des mécanismes immunitaires

## 4. Maladies du sang et des organes hématopoïétiques(280-289)

### Maladies du sang et des organes hématopoïétiques(280-289)
- (280) Anémies ferriprives
- (281) Autres Anémies de déficience
  - (281.0) Anémie pernicieuse
- (282) Anémies hémolytiques héréditaires
  - (282.5) Drépanocytose
- (283) Anémies hémolytiques acquises
- (284) Anémie aplasique
  - (284.0) Anémie de Fanconi (pancytopénie congénitale)

## 5. Troubles mentaux (290-319)

### Névroses, troubles de la personnalité et autres troubles mentaux (300-316)
- (300) Troubles névrotiques
  - (300.3) Trouble obsessionnel compulsif
- (301) Troubles de la personnalité
- (302) déviations sexuelles et troubles sexuels
- (303) syndrome de dépendance à l'alcool
- (304) Dépendance à la drogue
- (305) Abuse de médicaments sans dépendance
- (306) Dysfonctionnement physiologique dû à des facteurs mentaux
- (307) symptômes spéciaux ou syndromes, non classés ailleurs
- (308) Réaction aiguë au stress
- (309) Réaction d'ajustement
- (310) Troubles mentaux spécifiques non psychotiques à la suite d'un dommage organique du cerveau
- (311) Trouble dépressif, non classé ailleurs
  - (311.0) Dépression,
- (312) Trouble du comportement, non classé ailleurs
  - (312.39) Trichotillomanie
  - (312.9) Trouble du comportement non spécifié
- (313) Trouble émotionnel spécifique à l'enfance et à l'adolescence
- (314) syndrome hypercinétique de l'enfance
- (315) Retards de développement spécifiques
- (316) facteurs psychiques associés à des maladies classées ailleurs

## 6. Maladies du système nerveux et des organes sensoriels (320-389)

### Maladies inflammatoires du SNC (320-326)
- (320) méningite bactérienne

### Maladies héréditaires et dégénératives du SNC (330-337)
- (330) Dégénérations cérébrales se manifestant habituellement au cours de l'enfance
  - (330.0) Maladie de Krabbe
- (331) Autres dégénérations cérébrales
  - (331.4) Hydrocéphalie obstructive
  - (331.9) Maladie d'Alzheimer
  - (331.11) Maladie de Pick
  - (331.81) syndrome de Reye
- (332) Maladie de Parkinson
  - (332.0) Parkinsonisme, primaire
- (333) Autres maladie extrapyramidale et troubles de mouvement anormal
  - (333.1) Tremor, essentiel/familial
  - (333.4) chorée de Huntington
  - (333.81) Blépharospasme
  - (333.99) Restless legs (Syndrome des jambes sans repos)
- (334) Maladie spinocérébellaire
- (335) Maladie de Anterior horn cell
  - (335.20) Sclérose latérale amyotrophique
- (336) Autres maladies de la moelle épinière
- (337) Troubles du système nerveux autonome
  - (337.21) Reflex sympathetic dyst., membre supérieur
  - (337.22) Reflex sympathetic dyst., membre inférieur

### Autres troubles du SNC (340-349)
- (340) sclérose en plaques

## 7. Maladies de la circulation (390-459)

### Maladies des artères, des artérioles et des capillaires (440-448)
- (440) Athérosclérose

## 9. Maladies du système digestif (520-579)

### Autres maladies du système digestif (570-579)
- (579.9) Malabsorption, NOS (en)

## 10. Maladies du système génito-urinaire (580-629)

### Maladies des organes génitaux masculins (600-608)
- (600) Hyperplasie bénigne de la prostate

### Autres troubles des voies génitales féminines (617-629)
- (617) Endométriose

## 11. Complications de la grossesse, de l'accouchement et de l'état puerpéral (630-676)

### Grossesse ectopique et molaire (630-633)
- (630) mole hydatidiforme

### Autres grossesses débouchant sur un avortement (634-639)
- (634) avortement spontané

## 12. Maladies de la peau et du tissu sous-cutané (680-709)

### infections de lapeauet dutissu sous-cutané(680-686)
- (680) Anthrax et furoncle

### Autres maladies de la peau et du tissu sous-cutané (700-709)
- (700) Cals et cors
- (701) Autres états hypertrophiques et atrophiques de la peau
- (702) Autres dermatoses
  - (702.0) kératose actinique
  - (702.19) kératose séborrhéïque, non précisée
- (703) Troubles des ongles
  - (703.0) Ongle incarné
- (704) Troubles des cheveux et poils et de leurs follicules
  - (704.0) Alopécie
  - (704.1) Hirsutisme
- (705) Troubles des glandes sudoripares
- (706) Troubles des glandes sébacées
  - (706.1) Acné
- (707) Ulcération chronique de la peau
- (708) Urticaire
  - (708.0) Urticaire allergique
  - (708.1) Urticaire idiopathique
  - (708.3) Urticaire dermatographique
  - (708.9) Urticaire non spécifié
- (709) Autres troubles de la peau et du tissu sous-cutané
  - (709.01) Vitiligo

## 13. Maladies de l'appareil locomoteur et du tissu conjonctif (710-739)

### rhumatisme, à l'exception du dos (725-729)
- (725) Polymyalgia rheumatica

### Ostéopathies, chondropathies, et malformations musculo-squelettiques acquises (730-739)
- (730) Ostéomyélite, périostite, et autres infections osseuses
- (731) Osteitis deformans et ostéopathies associées à d'autres troubles
- (732) Ostéochondropathies
- (733) Autres troubles de l'os ou du cartilage

  - (733.6) Costochondrite
  - (733.7) Algoneurodystrophie
- (734) Pied plat
- (735) Malformations acquises de l'orteil
  - (735.0) Hallux valgus
  - (735.2) Hallux rigidus
- (736) Autres malformations des membres
- (737) Curvature de la colonne vertébrale
  - (737.1) Cyphose (acquise)
  - (737.3) Scoliose
  - (737.9) Cyphose/scoliose, non précisée
- (738) Autres malformations acquises
- (739) Dysfonctionnements somatiques non classés ailleurs

## 16. Symptômes, signes, et états considérés comme maladifs (780-799)

### Anomalies non spécifiques (790-796)
- (790) Nonspecific findings on examination of blood
- (790.1) Elevated sedimentation rate
- (790.21) Abnormal fasting glucose
- (790.22) Abnormal glucose tolerance test
- (790.29) Abnormal glucose, other
- (790.4) Abnormal transaminase/LDH
- (790.6) Abnormal blood chemistry, other
- (790.7) Bacteremia (not septicemia)
- (790.92) Abnormal coagulation profile
- (790.93) Abnormal prostate specific antigen
- (791) Nonspecific findings on examination of urine
- (791.0) Protéinurie
- (791.5) Glycosurie
- (792) Nonspecific abnormal findings in other body substances
- (792.1) Blood in stool, occult
- (793) Nonspecific abnormal findings on radiological and other examination
- (793.1) Abnormal X-ray, lung
- (793.8) Mammogram, abnormal, unspec.
- (794) Nonspecific abnormal results of function studies
- (794.15) Abnormal auditory function study
- (794.31) Abnormal electrocardiogram
- (795) Nonspecific abnormal histological and immunological findings
- (795.01) Abnormal Pap, ASC-US
- (795.02) Abnormal Pap, ASC cannot exclude HGSIL
- (795.03) Abnormal Pap, LGSIL
- (795.04) Abnormal Pap, HGSIL
- (795.05) HPV positive test
- (795.09) Abnormal Pap, other and HPV
- (795.5) Positive PPD
- (796) Other nonspecific abnormal findings
- (796.2) Elevated BP w/o hypertension

## 17. Traumatisme et intoxication (800-999)

### Écrasements  (925-929)
- (925) Écrasement de la face, du cuir chevelu et du cou
- (926) Écrasement du tronc
- (927) Écrasement du membre supérieur
- (928) Écrasement du membre inférieur
- (929) Écrasement de sièges multiples et non précisés

### traumatisme des nerfs et de la moelle épinière (950-957)
- (953) Cervical root injury